# Patinatge de velocitat als Jocs Olímpics d'hivern de 1992
Als Jocs Olímpics d'Hivern de 1992 celebrats a la ciutat d'Albertville (França) es disputaren deu proves de patinatge de velocitat sobre gel, cinc en categoria masculina i cinc més en categoria femenina.
Les proves es realitzaren entre els dies 9 i 20 de febrer de 1992 a les instal·lacions de l'Anneau de Vitesse situades al costat del Théâtre des Cérémonies, sent l'última vegada fins al moment que aquesta competició s'ha realitzat a l'aire lliure.

## Comitès participants
Hi participaren un total de 154 patinadors, entre ells 95 homes i 59 dones, de 23 comitès nacionals diferents.
| - Alemanya (14) - Austràlia (4) - Àustria (3) - Canadà (9) - Corea del Nord (5) - Corea del Sud (5) - Equip Unificat (19) - Estats Units (19) |  | - Finlàndia (3) - França (1) - Hongria (2) - Itàlia (4) - Iugoslàvia (2) - Japó (15) - Mongòlia (2) - Noruega (8) |  | - Països Baixos (14) - Polònia (4) - Regne Unit (1) - Romania (3) - Suècia (8) - Txecoslovàquia (2) - R.P. de la Xina (10) |

## Resum de medalles

### Categoria masculina
| Prova             | Or               | Argent            | Bronze          |
| 500 m. Detalls    | Uwe-Jens Mey     | Toshiyuki Kuroiwa | Junichi Inoue   |
| 1.000 m. Detalls  | Olaf Zinke       | Kim Yoon-man      | Yukinori Miyabe |
| 1.500 m. Detalls  | Johann Olav Koss | Ådne Søndrål      | Leo Visser      |
| 5.000 m. Detalls  | Geir Karlstad    | Falko Zandstra    | Leo Visser      |
| 10.000 m. Detalls | Bart Veldkamp    | Johann Olav Koss  | Geir Karlstad   |

### Categoria femenina
| Prova            | Or                | Argent         | Bronze            |
| 500 m. Detalls   | Bonnie Blair      | Ye Qiaobo      | Christa Luding    |
| 1.000 m. Detalls | Bonnie Blair      | Ye Qiaobo      | Monique Garbrecht |
| 1.500 m. Detalls | Jacqueline Börner | Gunda Niemann  | Seiko Hashimoto   |
| 3.000 m. Detalls | Gunda Niemann     | Heike Warnicke | Emese Hunyady     |
| 5.000 m. Detalls | Gunda Niemann     | Heike Warnicke | Claudia Pechstein |

## Medaller
| Posició | País            | Or | Argent | Bronze | Total |
| 1       | Alemanya        | 5  | 3      | 3      | 11    |
| 2       | Noruega         | 2  | 2      | 1      | 5     |
| 3       | Estats Units    | 2  | 0      | 0      | 2     |
| 4       | Països Baixos   | 1  | 1      | 2      | 4     |
| 5       | R.P. de la Xina | 0  | 2      | 0      | 2     |
| 6       | Japó            | 0  | 1      | 3      | 4     |
| 7       | Corea del Sud   | 0  | 1      | 0      | 1     |
| 8       | Àustria         | 0  | 0      | 1      | 1     |
|         |                 |    |        |        |       |
| Total   | Total           | 10 | 10     | 10     | 30    |